# Styringomyia omeiensis
Styringomyia omeiensis là một loài ruồi trong họ Limoniidae. Chúng phân bố ở miền Cổ bắc.